# Tænk
Forbrugerrådet Tænk er et magasin, som udgives af Forbrugerrådet Tænk. "Tænk" var bladets titel indtil 2013, hvor medlemsorganisationens navn, Forbrugerrådet, og magasinets navn, Tænk, smeltede sammen, så titlen på både magasin og organisation nu er: Forbrugerrådet Tænk.
Magasinet bringer artikler i forbindelse med afprøvninger/tests af forskellige forbrugerprodukter, blandt andet fødevarer, beklædning, kosmetik, elektronik, radio/ TV og mekanik af forskellig art.
Bladet sendes til medlemmer af Forbrugerrådet Tænk, der har valgt et medlemskab med blad tilknyttet. Forbrugerrådet Tænks journalistiske indhold produceres af Bonnier, mens test udføres internt i Forbrugerrådet Tænks testafdeling via akkrediterede laboratorier i Europa. Kommunikationschef Anne Pøhl enevoldsen er ansvarshavende chefredaktør.
Forbrugerrådet Tænk bliver udgivet 8 gange om året.

## Prøv noget nyt – Tænk
Forbrugerbladet Tænk fik som sin første redaktør Poul Henningsen som i et af bladets første numre lod Dr. Phil. Wolmer Clemmensen skrive, at tvangsindlæggelsen til annoncepresset var at ligne med åndelig voldtægt. Og den gang grundlagdes bladets kritiske holdning med følgende programerklæring af PH: "Man har med reklamen vist os et så afskrækkende eksempel, at det må kunne vakcinere landet for lange tider mod reklamer i TV. (…) tendensen er salg for enhver pris og dermed forbrugerfjendtlig, antidemokratisk".
Poul Henningsens provokerende slogan for det første officielle danske forbrugerblad var "Prøv noget nyt – Tænk!".
Det første nummer udkom i 1964.